# 霞橋 (横浜市西区・南区境)
霞橋（かすみばし）は、横浜市にある陸橋である。南東から北西に走る藤棚浦舟通りの坂の頂上付近を跨ぎ、ほぼ南北に架かる。藤棚浦舟通りに沿って西区と南区の区境があり、北側は西区霞ケ丘、南側は南区三春台となる。城壁を思わせる重厚な造りの鉄筋コンクリート製アーチ橋で、かながわの橋100選および横浜市認定歴史的建造物に選定されている。横浜市内には、中区新山下にも同名の霞橋がある。

## 歴史
初代の橋は1913年（大正2年）に架けられたが、関東大震災により損壊した。現在の橋は1928年（昭和3年）に架け替えられた2代目で、レンガ壁や門柱は初代の橋のものが再使用された。橋上から藤棚浦舟通りの両側に降りる階段があり、西区側のたもとには2代目の橋と同時に公衆便所が建てられた。橋の下には浜松町と浦舟町を結ぶ横浜市電が走っていたが1972年に廃止になった。現在は横浜市営バスの久保山バス停がある。